# Campiglossa reticulata
Campiglossa reticulata är en tvåvingeart som först beskrevs av Becker 1908.  Campiglossa reticulata ingår i släktet Campiglossa och familjen borrflugor. Inga underarter finns listade.